# Sporting Clube de Portugal 2020-2021 (hockey su pista)
Questa voce raccoglie le informazioni riguardanti lo Sporting Clube de Portugal nelle competizioni ufficiali della stagione 2020-2021.

## Maglie e sponsor
| 1ª divisa | 2ª divisa |

## Organico

### Giocatori
| N° | Naz.                  | Ruolo | Sportivo          |  |  |  |
| -- | --------------------- | ----- | ----------------- |  |  |  |
| 4  | Spagna (bandiera)     | E     | Ferrant Font      |  |  |  |
| 5  | Portogallo (bandiera) | E     | Telmo Pinto       |  |  |  |
| 9  | Spagna (bandiera)     | E     | Pedro Gil Gómez   |  |  |  |
| 14 | Italia (bandiera)     | E     | Alessandro Verona |  |  |  |
| 17 | Argentina (bandiera)  | E     | Matías Platero    |  |  |  |
| 44 | Portogallo (bandiera) | E     | João Souto        |  |  |  |
| 57 | Spagna (bandiera)     | E     | Toni Pérez        |  |  |  |
| 61 | Portogallo (bandiera) | P     | Ângelo Girão      |  |  |  |
| 91 | Portogallo (bandiera) | P     | José Diogo        |  |  |  |
| 99 | Argentina (bandiera)  | E     | Gonzalo Romero    |  |  |  |

### Staff tecnico
- Allenatore:  Paulo Freitas